# حرف 1
الحرف الأول أول الحروف الصينية المئتين والأربعة عشر، وهو بصورة خط أفقي، يلفظ يي ويعني واحدا.